# Daniele Albertin
Daniele Albertin (ur. 29 października 1954 w Montegrotto Terme, zm. 22 lipca 1982 w Soave) – włoski kierowca wyścigowy.

## Życiorys
Albertin rozpoczął karierę w międzynarodowych wyścigach samochodowych w 1976 roku od startów w Niemieckiej Formule 3 oraz w Europejskiej Formule 3. W obu edycjach nie zdobywał punktów. W późniejszych latach Włoch pojawiał się także w stawce Włoskiej Formuły 3, Brytyjskiej Formuły 3 BARC oraz Brytyjskiej Formuły 3 Vandervell.
W Europejskiej Formule 3 Włoch startował w latach 1976-1980. Pierwsze punkty zdobył w 1977 roku, kiedy to został sklasyfikowany na szesnastej pozycji w klasyfikacji generalnej. Rok później stanął raz na podium. Z dorobkiem dwunastu punktów uplasował się na ósmym miejscu w końcowej klasyfikacji kierowców. W 1979 roku również stanął na podium i w końcowej klasyfikacji był jedenasty.